# Дмитрівська сільська рада (Казанківський район)
Дми́трівська сільська́ ра́да — адміністративно-територіальна одиниця та орган місцевого самоврядування в Казанківському районі Миколаївської області. Адміністративний центр — село Дмитрівка.

## Історія
Миколаївська обласна Рада народних депутатів рішенням від 19 листопада 1991 року внесла в адміністративно-територіальний устрій окремих районів і міськрад такі зміни:... у Казанківському районі утворила Дмитрівську сільраду з центром в селі Дмитрівка і сільській Раді підпорядкувала села Нововасилівка та Сергіївка Новоданилівської сільради.

## Загальні відомості
- Населення ради: 599 осіб (станом на 2001 рік)

## Населені пункти
Сільській раді підпорядковані населені пункти:
- с. Дмитрівка
- с. Нововасилівка
- с. Сергіївка

## Склад ради
Рада складається з 12 депутатів та голови.
- Голова ради: Муха Ольга Миколаївна
- Секретар ради: Баланенко Лідія Георгіївна

### Керівний склад попередніх скликань
| Прізвище, ім'я, по батькові | Основні відомості                                                         | Дата обрання | Дата звільнення |
| --------------------------- | ------------------------------------------------------------------------- | ------------ | --------------- |
| Муха Ольга Миколаївна       | Сільський голова, 1960 року народження, освіта вища, позапартійна         | 26.03.2006   | 31.10.2010      |
| Муха Ольга Миколаївна       | Сільський голова, 1960 року народження, освіта вища, член Партії регіонів | 31.10.2010   |                 |

Примітка: таблиця складена за даними сайту Верховної Ради України

### Депутати
За результатами місцевих виборів 2010 року депутатами ради стали:

#### За суб'єктами висування
| Суб'єкт висування           | Кількість обраних депутатів | %    |
| --------------------------- | --------------------------- | ---- |
| Партія регіонів             | 8                           | 66,7 |
| Комуністична партія України | 4                           | 33,3 |

#### За округами
| № округу                    | Прізвище, ім'я, по батькові         | Дата визнання обраним | Освіта  | Партійна приналежність            | Відомості про обраного депутата                                     |
| --------------------------- | ----------------------------------- | --------------------- | ------- | --------------------------------- | ------------------------------------------------------------------- |
| Комуністична партія України |                                     |                       |         |                                   |                                                                     |
| 1                           | Чупіра Вікторія Анатоліївна         | 01.11.2010            | вища    | член Комуністичної партії України | Новоданилівська загальноосвітня школа, завуч з виховної роботи      |
| 2                           | Лашкул Людмила Андріївна            | 01.11.2010            | середня | член Комуністичної партії України | Дмитрівський фельдшерсько-акушерський пункт, молодша медична сестра |
| 7                           | Баланенко Лідія Георгіївна          | 01.11.2010            | вища    | член Комуністичної партії України | Дмитрівська сільська рада, секретар                                 |
| 12                          | Семікіна Людмила Іллівна            | 01.11.2010            | середня | член Комуністичної партії України | соціальний працівник                                                |
| Партія регіонів             |                                     |                       |         |                                   |                                                                     |
| 3                           | Вознєв Андрій Анатолійович          | 01.11.2010            | середня | член Партії регіонів              | с. Дмитрівка, слюсар                                                |
| 4                           | Рижик Федір Дмитрович               | 01.11.2010            | середня | член Партії регіонів              | с. Дмитрівка, водій                                                 |
| 5                           | Даньков Володимир Миколайович       | 01.11.2010            | середня | член Партії регіонів              | с. Дмитрівка, головний інженер                                      |
| 6                           | Корчомаха Олександр Миколайович     | 01.11.2010            | середня | член Партії регіонів              | Установа № 93, молодший інспектор                                   |
| 8                           | Баланенко Антоніна Володимирівна    | 01.11.2010            | вища    | член Партії регіонів              | Дмитрівський дитячий садок, завідувачка дитячого садка              |
| 9                           | Кравчина Григорій Павлович          | 01.11.2010            | середня | член Партії регіонів              | підприємець                                                         |
| 10                          | Ковалевський Володимир Болеславович | 01.11.2010            | середня | член Партії регіонів              | Установа № 93, охоронець                                            |
| 11                          | Рябченко Світлана Андріївна         | 01.11.2010            | вища    | член Партії регіонів              | Сергіївська загальноосвітня школа, вчитель                          |